# Weston-under-Lizard
Weston-under-Lizard – wieś w Anglii, w hrabstwie Staffordshire, w dystrykcie South Staffordshire. Leży 17 km na południowy zachód od miasta Stafford i 198 km na północny zachód od Londynu.